# Пондичерри
Пондичерри, Пудуччери, ранее — Путтучче́ри или Пондише́ри (там. புதுச்சேரி, புதுவை или பாண்டிச்சேர, фр. Pondichéry, англ. Puducherry, хинди पॉंडिचेरी) — союзная территория в составе Индии. Административный центр — город Пондичерри. Население — 1 244 464 человек (третье место среди территорий, 2011).
Название Пудуччери, соответствующее тамильскому произношению, принято в качестве официального в 2006 году; по-тамильски пудуччери означает «новая деревня».

## География
Площадь 492 км² (шестое место среди союзных территорий). Территория Пондичерри образована четырьмя небольшими несмежными областями (бывшие французские колонии) — Маэ на побережье Аравийского моря и Пондичерри, Карайкал (Карикал) и Янам (Янаон) на побережье Бенгальского залива из тех областей, которые до 1954 года составляли Французскую Индию.

## История
Первое упоминание о Пондичерри относится к I веку н. э., где было сказано о некоем рынке под названием Подуке или Подука. Это место исследователь Хантингфорд соотносит с Арикамеду, который сейчас является частью Арьянкуппам, что находится всего лишь в 3 километрах от современного Пондичерри. Пондичерри был важным пунктом торговли римлян с Индией. Исследователь Хантингфорд отмечает, что гончарная керамика римлян была обнаружена в Арикамеду в 1937 году, а археологические раскопки, проводимые в период между 1944 и 1949 годами, показывают, что Пондичерри был «торговой факторией, куда импортировались товары римского производства в период первой половины I века н. э.»
Мало известно о ранней истории этого района. Из «Bahur Plates», которые появились в VIII веке, известно о санскритском университете, который находился в этом месте в ранний период. Существует легенда о том, что мудрец Агастья основал в этом месте свой ашрам, и что это место было известно под названием Агастьясварам. Древние таблички, найденные рядом с Храмом Ведхапуришвара, указывают на правдоподобность этой легенды.
В начале IV века н. э. территория современного округа Пондичерри была частью Канчипурама — столицы государства Паллавов. В течение последующих веков Пондичерри контролировали различные южные династии: в X веке н. э. это были Чолы из Танджавура, которых в XIII веке сменило правление Пандья.

## Языки

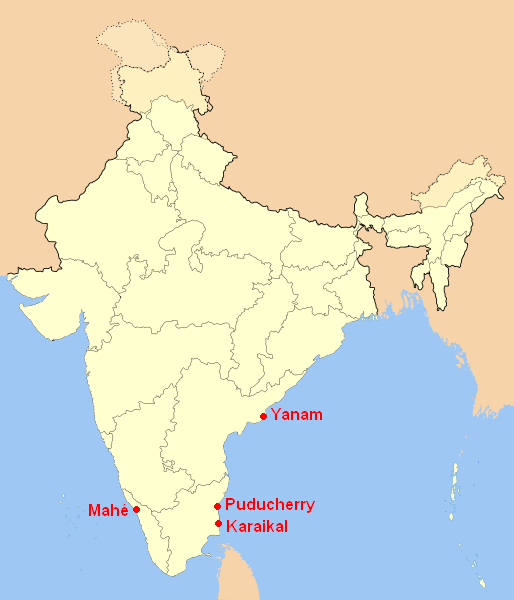

Официальные языки территории: тамильский, французский, телугу (в округе Янам), малаялам (в округе Маэ).
Согласно переписи 2001 года, число говорящих на них составило:
- тамильский — 820,7 тыс. чел. (в округах Пондичерри и Карайкал)
- малаялам — 36,8 тыс. чел. (только в округе Маэ)
- телугу — 31,4 тыс. чел. (в округах Пондичерри и Янам)
- французский — более 10 тыс. чел.

## Административное деление
Союзная территория Пондичерри делится на 4 округа:
| № | Округ              | Территория, км² | Население, чел. (2011) | Плотность, чел./км² |
| - | ------------------ | --------------- | ---------------------- | ------------------- |
| 1 | Пондичерри         | 293             | 946 600                | 3230,72             |
| 2 | Карайкал (Карикал) | 160             | 200 314                | 1251,96             |
| 3 | Маэ                | 9               | 41 934                 | 4659,33             |
| 4 | Янам (Янаон)       | 30              | 55 616                 | 1853,87             |
|   | Всего              | 492             | 1 244 464              | 2529,40             |

## Культура

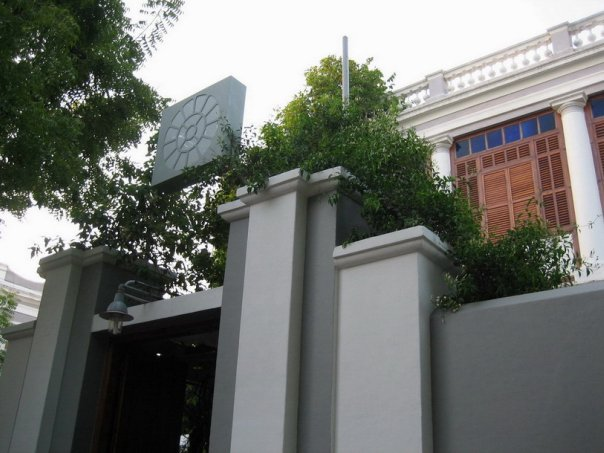
Ашрам Шри Ауробиндо. Основные ворота

- Пондичерри являлся местом жительства известного индийского философа Шри Ауробиндо и его сподвижницы Матери, основателей Интегральной йоги. До сих пор большую часть зданий, находящихся в центральной части города, занимает Ашрам Шри Ауробиндо. На сегодняшний день численность Ашрама Шри Ауробиндо насчитывает около 5000 человек. Все дома, принадлежащие Ашраму Шри Ауробиндо окрашены в серый цвет. Эту часть Пондичерри также называют «Белый город».
- Пондичерри являлся местом действия первой трети романа «Жизнь Пи» Янна Мартела, за которую автор в 2002 году получил Букеровскую премию. В 2012 году вышел одноимённый фильм, некоторые части которого снимались в Пондичерри.
- Сюжет романа Ли Ланглея «Дом в Пондичерри» разворачивался в Пондичерри.
- «Принц Пондичерри» — это индийский герой из романа Роальда Даля «Чарли и Шоколадная Фабрика». Принц делает заказ Вилли Вонке построить в Индии дворец из шоколада, который затем тает под жаркими лучами солнца.
- В Пондичерри находится один из региональных центров Французского института Дальнего Востока.
- В Пондичерри учился один из персонажей фильма Раджкумара Хирани «3 идиота» — Чатур Рамалингам («Глушитель»).